# Антоніо Раймонді
Антоніо Раймонді (ісп. Antonio Raimondi; 19 вересня, 1826, Мілан, Італія — 26 жовтня, 1890, Сан-Педро-де-Льок, Перу) — італійсько-перуанський вчений, дослідник, географ, натураліст.

## Життєпис
Антоніо Раймонді народився в Італії в Мілані 28 липня 1850 року. У віці 24 років приїхав в Перу. У 1851 році він став професором природної історії. У 1856 році став одним із засновників медичної школи Університету Сан-Маркос. У 1861 році заснував факультет аналітичної хімії.
У віці сорока років захопився природою і географією Перу, став багато подорожувати країною, описуючи всі свої спостереження. Здійснив близько 18 наукових експедицій, роблячи відкриття в області географії, геології, біології, етнографії і археології. Всі свої знання зібрав у книзі «El Peru», що вийшла в шести томах в період з 1875 року по 1913 рік, яка залишалася актуальною багато років і користується інтересом до сих пір. Він також є автором безлічі інших наукових публікацій.
Похований на кладовищі «Пастор Матіас Маестро».